# Pichincha (Rosario)

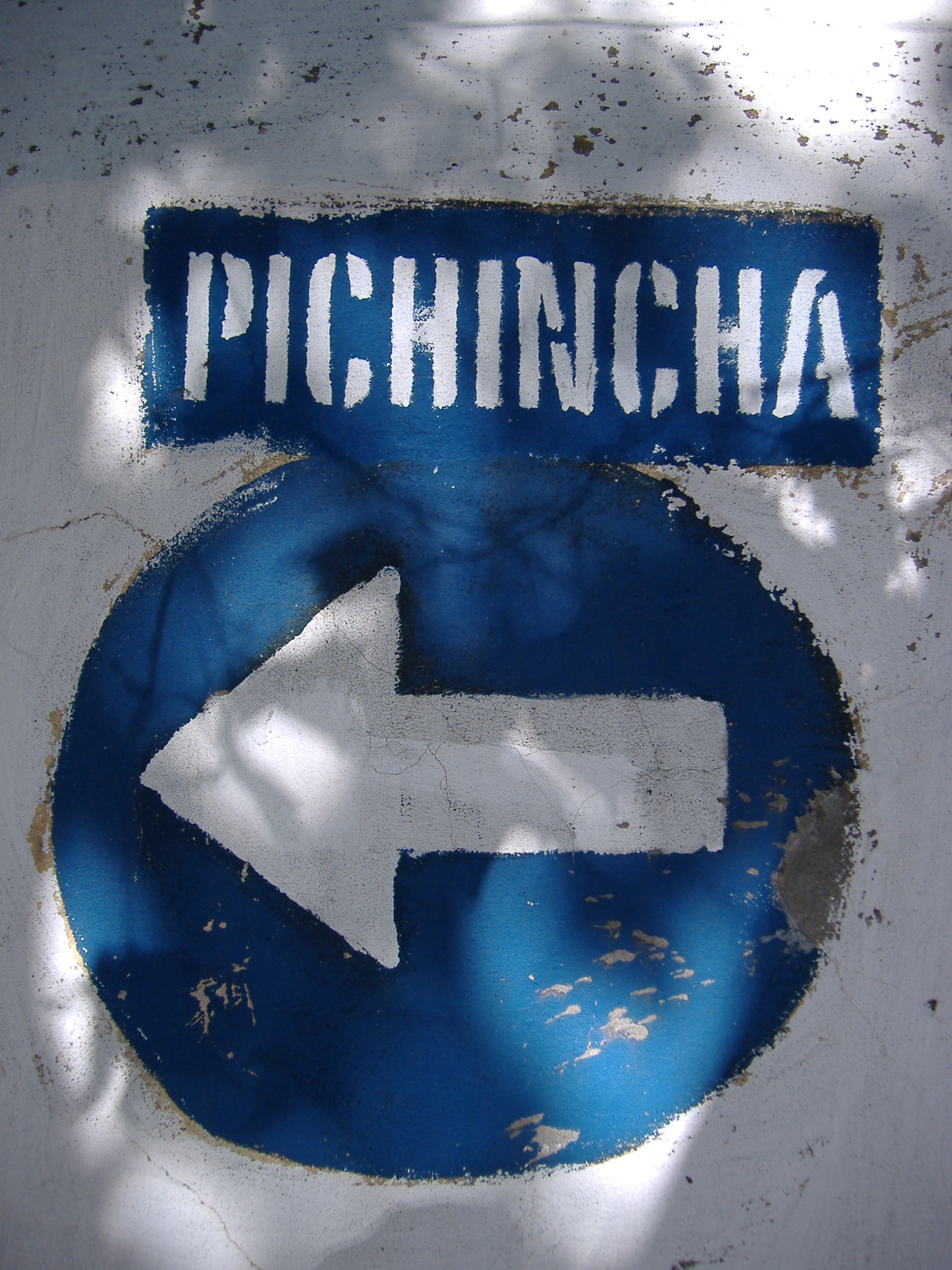
Señal de tránsito de la calle Pichincha (continuación de Riccheri) en homenaje al barrio.

Pichincha es un barrio de la ciudad de Rosario, provincia de Santa Fe, Argentina. A fines del siglo XIX y hasta mediados del siglo XX era principalmente un barrio prostibulario; sin embargo, desde los años 1990 es considerado un "barrio de culto". Se encuentra delimitado por las calles Vera Mujica, Córdoba, Boulevard Oroño y Avenida del Valle. Oficialmente se llama Alberto Olmedo, en homenaje al humorista que nació en este barrio.

## Historia
En el siglo XIX, la instalación del ferrocarril y el crecimiento de la actividad portuaria debido a la exportación de productos agrícolas, fueron hechos fundamentales para la formación del barrio Pichincha.
El centro del mencionado barrio era la estación de ferrocarriles Sunchales (actual Estación Rosario Norte), cuyo nombre aludía en realidad a una localidad del centro de la provincia de Santa Fe, ubicada a 250 kilómetros de la ciudad, donde terminaban las vías del ferrocarril, y a la que iban muchos de los envíos destinados a la ciudad de Rosario. La repetida frase de los empleados de las oficinas de encomiendas de dicha estación "¡está en Sunchales!" bautizó así a esa estación.[cita requerida]
Esta estación también marcaba el límite entre la ciudad poblada y los suburbios en vías de desarrollo. Además la estación de trenes también funcionaba como terminal de tranvías hacia todos los puntos de la ciudad. En la referida estación en la que se concentró durante varios años una nutrida cantidad de personas y personajes, albergó cuando bajaron del tren al cantor de tangos Carlos Gardel, al escritor Jorge Luis Borges y muchos otros personajes famosos de la época.

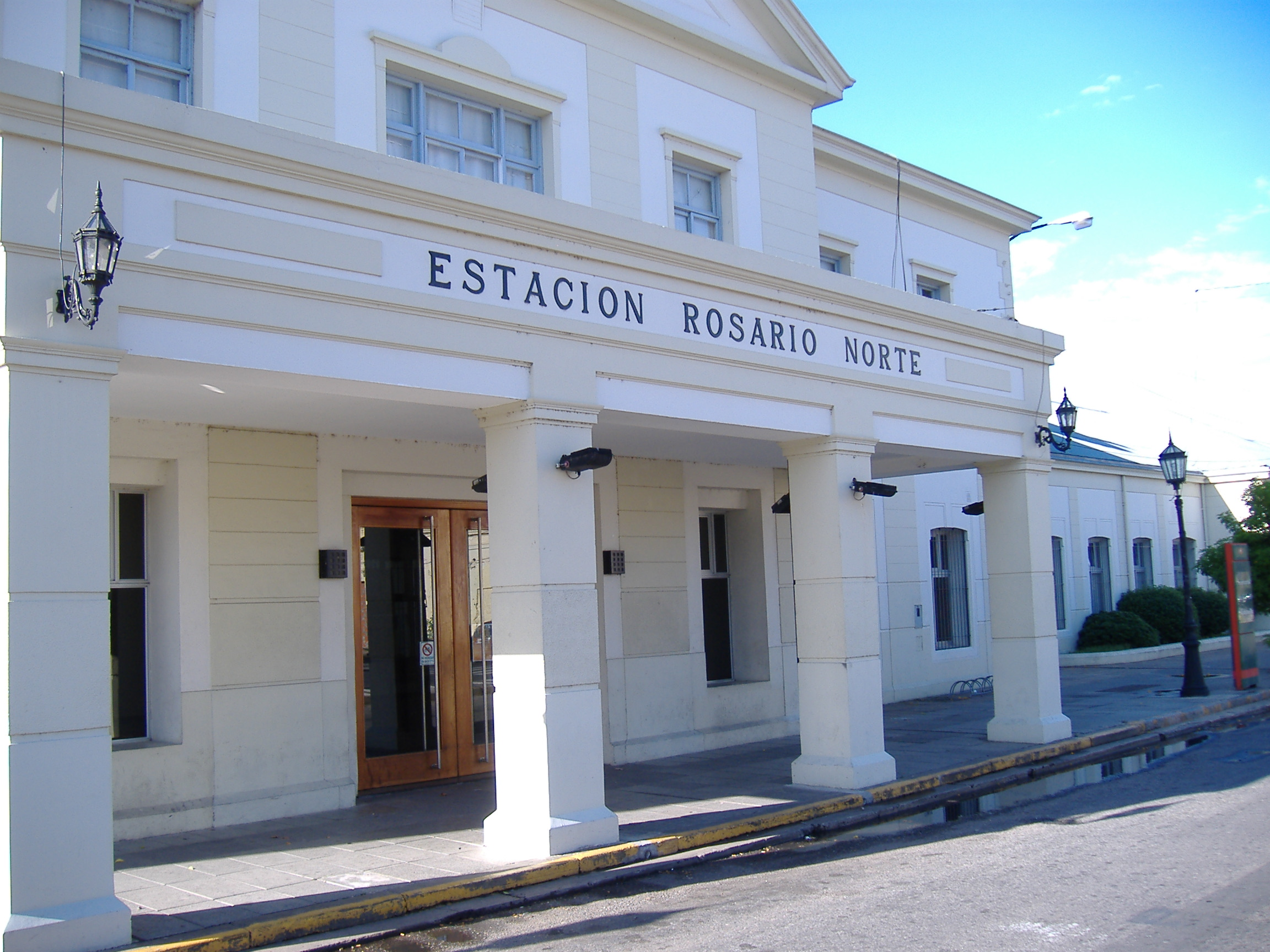
Estación Rosario Norte

La calle principal del barrio era Pichincha (nombrada así en recordación a la Batalla de Pichincha, realizada en las laderas del volcán Pichincha en Ecuador, una de las principales batallas de las Guerras de Independencia Hispanoamericana), que más tarde cambiaría "para ejemplar moralización del área" su nombre por el de Gral. Ricchieri. A principios del siglo XXI, una revisión histórica a nivel municipal propició retornar al nombre original. 
El desarrollo demográfico que experimentaba la ciudad fue el factor que propició la instalación de burdeles en toda la ciudad. Muchos funcionaban en la clandestinidad, el municipio intentó controlar y delimitar la zona para el funcionamiento de dichos establecimientos, debido a esto surge y toma auge el "imperio prostibulario" conocido como Pichincha. La mafia polaca conocida como Zwi Migdal funcionó durante décadas, dedicada a la trata de personas. La mayor parte de estos prostíbulos, y la misma organización, desaparecieron hacia 1930, pero muchos continuaron su existencia, bajo diversos nombres, hasta el siglo XXI. Entre los más destacados en su época se pueden mencionar:
- Madame Safó, ubicado en calle Pichincha 68 bis entre Brown y Güemes,en el cual se daba cita la burguesía de la ciudad (de moral abiertamente victoriana) e ilustres visitantes procedentes de otras tierras. Ubicado en calle Pichincha entre Brown y Güemes, era considerado el más lujoso de la zona. Más tarde (a finales del siglo XX) se asentó allí un hotel por horas llamado "El Ideal".
- Moulin Rouge, en la calle Jujuy, más allá de Ovidio Lagos.

Gran parte de las meretrices de Pichincha -mujeres explotadas, como lo denunció una de ellas, Raquel Liberman-, yacen sepultadas en el Cementerio de Granadero Baigorria, en un lugar separado del resto de las sepulturas.

## Resurgimiento

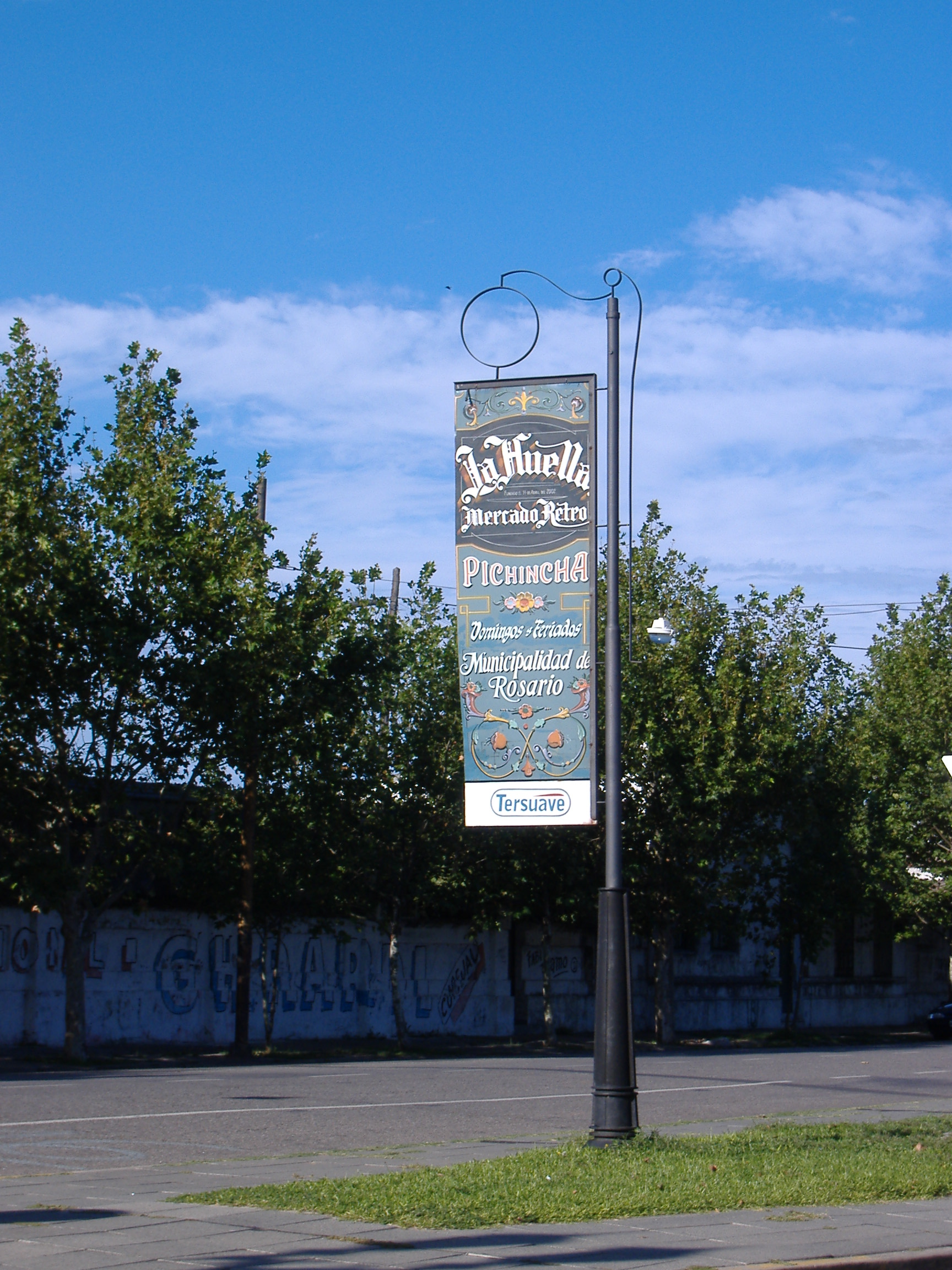
Un letrero en la Avenida Wheelwright anunciando el sitio del "Mercado y Feria Retro La Huella", en el barrio de Pichincha

En este barrio, que conserva una gran parte de la estructura edilicia de la época, actualmente funcionan varios centros culturales, se encuentran varios bares y restaurantes de alto nivel, y es también un lugar de reunión de artesanos y anticuarios. Estos cambios transformaron al antiguo barrio, que ahora se perfila como un centro de cultura para la ciudad de Rosario.
Actualmente, Pichincha ha perdido su impronta prostibularia y se está transformando en un importante polo cultural de la ciudad de Rosario. Desde 2002 funciona allí la Secretaría de Cultura de la Municipalidad de Rosario (dentro del edificio de la antigua estación Rosario Norte), y el mercado de antigüedades Feria Retro «La Huella» (sobre el pavimento de la avenida Rivadavia entre avenida Ovidio Lagos y calle Rodríguez), donde cada domingo más de 150 puestos ofrecen antigüedades y objetos del pasado y de la vida cotidiana del rosarino y sus antecesores, los inmigrantes, a precios muy accesibles. 
Se agrupan por sus calles los Anticuarios de Pichincha, una veintena de comercios dedicados a la venta de antigüedades. En "la Retro" hay espectáculos callejeros de tango y teatro, radios abiertas, títeres y otras formas de expresión de cultura popular. Se asientan en las calles del barrio además, boliches y bares donde los jóvenes escuchan música, asisten a recitales u organizan performances de música electrónica.